# カルプロテクチン

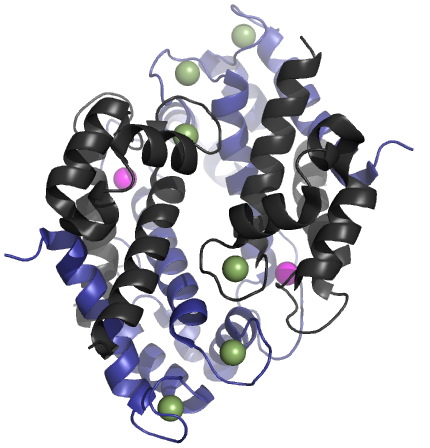
Ca^{2+}とMn^{2+}が結合した四量体カルプロテクチンの構造：灰色の鎖はS100A8、青の鎖はS100A9を示す。紫の球は Mn^{2+}イオン、緑の球は Ca^{2+}イオンを表す。二量体カルプロテクチンにマンガンは1個のみ結合しうる。

カルプロテクチン（英語: calprotectin、別名：MRP8/14、S100A8/A9）はS100タンパクファミリーに属するカルシウム結合タンパク質であり、
好中球の細胞質に大量に存在し、細菌や真菌の生育に必須の亜鉛、マンガンなどの遷移金属とキレートを形成して微生物の利用を妨げることにより抗微生物作用を発揮する。
便中のカルプロテクチンは、腸管の炎症の鋭敏なマーカーとして、炎症性腸疾患の診療に利用されている。

## 概要

### 構造
カルプロテクチンは、2つのサブユニット、S100A8（別名：カルグラニュリンA）とS100A9（別名：カルグラニュリンB）からなるヘテロ二量体のカルシウム結合タンパク質であり、
S100タンパクファミリーに含まれる。S100A8は分子量10.8 kDaで93アミノ酸残基、S100A9は分子量13.2 kDaで113アミノ酸残基からなる。S100A8とS100A9の遺伝子（S100A8、S100A9）は、ヒトでは第一染色体上（1q21）に位置している。

S100A8とS100A9は、いずれも、両端にカルシウムと結合するEFハンドモチーフを持ち、S100A8/S100A9二量体は4個のカルシウムイオンと結合しうる。S100A8とS100A9は、カルシウムと結合していない状態ではヘテロ二量体 S100A8/S100A9を形成するが、カルシウムと結合するとヘテロ四量体 （S100A8/S100A9）2を形成する。
細胞内はカルシウム濃度が低いため、カルプロテクチンはヘテロ二量体として存在し、細胞外に放出された後に細胞外液中のカルシウムと結合してヘテロ四量体となると考えられている。
二量体に比し四量体の方がタンパク分解酵素に対し安定で、かつ、遷移金属への親和性・抗微生物活性が高い。カルプロテクチンの抗微生物作用は四量体が担っていると考えられる。
ヘテロ二量体S100A8/S100A9の界面には金属結合部位が二箇所あり、一箇所（S100A8のヒスチジン残基2個とS100A9のヒスチジン残基1個・アスパラギン酸残基1個から形成されるHis3Aspモチーフ）は亜鉛に親和性が高く、もう一箇所（S100A8のヒスチジン残基2個とS100A9のヒスチジン残基2個から形成されるHis4モチーフ）はマンガン、鉄、亜鉛、ニッケル、のいずれにも親和性を持つ。カルプロテクチンのヘテロ4量体は、カルシウムの存在下で、S100A9のC末端の2個のヒスチジン残基が上記のHis4モチーフに結合して、カルプロテクチンに特徴的な6つのヒスチジン残基からなるHis6モチーフを形成する。このHis6モチーフはヘテロ2量体のHis3Aspモチーフより金属への親和性が高い。

### 体内分布
カルプロテクチンは好中球の細胞質に恒常的に発現しており、細胞質基質（サイトゾル）の全タンパクの45 %程度を占めている。
好中球以外では、単球、樹状細胞、活性化マクロファージ、口腔のケラチノサイト、粘膜の扁平上皮などに発現している。
カルプロテクチンの発現を誘導するものとしては、TNF-α、IL-1βなどの炎症メディエーターやグラム陰性菌の内毒素（リポ多糖）などがあり、
また、亜鉛欠乏状態や糖質コルチコイドがカルプロテクチンの発現を増強することが報告されている。

### 歴史
カルプロテクチンは、1980年代に独立に3回発見され、L1抗原、嚢胞性線維症抗原、カルグラニュリンAおよびB、マクロファージ遊走阻止因子関連蛋白8および14（MRP-8、MRP-14）、などの名称で呼ばれていたが、1988年にこれらが同一の物質であることが判明した。その後、この物質のカンジダ・アルビカンスに対する生育阻止作用が注目され、そのカルシウム結合性と抗微生物活性から、1990年にカルプロテクチンと再命名された。さらに、カルプロテクチンは広範な細菌や真菌に対し抗微生物作用を示すが亜鉛の添加により抗微生物活性が消失することが見出されて、今日の、遷移金属と結合する生体防御タンパク質としての位置づけが確立していった。

## 生理的意義
カルプロテクチンの主要な機能は抗微生物作用と考えられているが、それ以外にも、炎症、免疫の調整、など、多数の生理的過程に関与することが知られている。
抗微生物作用
カルプロテクチンは、亜鉛、マンガンなど、微生物の生育に必須の遷移金属の2価イオンと結合して微生物の利用を妨げることにより、抗微生物作用を発揮している。
同様の機序で作用する抗微生物性のタンパクとしては、鉄と結合するラクトフェリンやリポカリン-2（NGAL）などがしられているが、カルプロテクチンの特徴は、鉄のみならず、亜鉛、マンガンなどの複数種の遷移金属イオンと結合することである。特に、マンガンを隔離することにより抗微生物作用を発揮する宿主防御タンパク質として知られているのはカルプロテクチンのみである。
炎症メディエイター作用
カルプロテクチンはTLR4（Toll様受容体4）や終末糖化産物受容体（RAGE）などに結合することにより、炎症性サイトカインの遺伝子（TNF-α、IL6、IL8、IL23など）の発現を促進する。
走化性
カルプロテクチンは好中球の走化性や血管内皮細胞への接着を促進することにより、炎症局所に好中球を増加させる。
その他
カルプロテクチンは細胞増殖、細胞分化、免疫の調整、腫瘍の増殖、アポトーシス、など、様々な生理的過程に関与することが報告されている。

## 医学的意義
便中のカルプロテクチンは、腸管の炎症の鋭敏なマーカーとして
炎症性腸疾患の診療への利用が確立している（後述）。
血中のカルプロテクチンは各種の自己免疫疾患で上昇することがしられているが、
臨床的な応用は研究段階である。
その他、炎症局所で産生される炎症マーカーとしての特性に注目して、人工関節の感染症のマーカーとして関節液のカルプロテクチン、歯周病のマーカーとして歯肉溝滲出液のカルプロテクチンが研究されている。

## 便中カルプロテクチン
腸管の炎症に伴い、管腔内に遊走した好中球からカルプロテクチンが放出される。
カルプロテクチンは腸管の消化酵素や細菌による分解に対し耐性であり、便中でも長期間安定であるため、
腸管の炎症の客観的な指標として利用されている。

### 検査の方法
便中カルプロテクチンは、便を材料として、FEIA法（蛍光酵素免疫測定法）などの免疫学的検査法により測定される。

### 検査の意義
機能性腸疾患の除外
便中カルプロテクチンは、原因を問わず、腸管の炎症により上昇するため、過敏性腸症候群などの機能性腸疾患とその他の腸炎を鑑別するのに有用である。
主に、潰瘍性大腸炎、クローン病など炎症性腸疾患の診断補助に用いられている。
炎症性腸疾患の病態の把握
炎症性腸疾患の治療においては、粘膜治癒（粘膜の炎症が完全に治まっている状態）をめざすことが重要とされている。
カルプロテクチンは、粘膜治癒を高い特異度で反映するため、治療の中止の可否の判定や再発に対する治療の再開などの意思決定にあたり、
患者への負担が大きい内視鏡検査の頻度を減らすことが可能となっている。

### 基準値
腸管の炎症の有無を判別するカットオフ値は50 mg/kgである。炎症性腸疾患と機能性腸疾患を鑑別する場合、50 mg/kg以上なら炎症性腸疾患と考えられる。
炎症性腸疾患において、内視鏡的活動性（内視鏡で観察して腸管粘膜に炎症があると判断される状態）を示唆するカットオフ値は、クローン病の場合は80 mg/kg、潰瘍性大腸炎の場合は300 mg/kgである。

### 限界
腸管に炎症が存在することを客観的に示すことができるが、
炎症の原因については判断できない。
カルプロテクチンが上昇していた場合、
感染性腸炎、大腸憩室炎、炎症性腸疾患、大腸癌、などを鑑別する必要がある。
上部消化管疾患
カルプロテクチンは胃潰瘍・十二指腸潰瘍などの上部消化管の疾患でも上昇することがあるが、感度が低く、また、上部消化管では内視鏡が比較的に容易に実施可能であり、臨床的には用いられない。
薬剤の影響
非ステロイド性抗炎症薬（NSAIDs）投与による消化管粘膜傷害により軽度増加することがある。
生理的変動
小児は成人よりも便カルプロテクチンが高く、特に1歳未満は健常児でも高値を呈することがあるので留意する必要がある。

### 関連する検査
血清CRP
CRP（C反応性蛋白）は代表的な炎症マーカーであり、日常診療で広く使われているが、腸管以外の広範な炎症で上昇する一方、
炎症性腸疾患では活動性があるにもかかわらず偽陰性となることが少なくない
。
血清LRG
血清LRG（ロイシンリッチα2グリコプロテイン、英語: Leucine-rich α2-glycoprotein）は炎症局所で産生される炎症マーカーで、炎症性腸疾患の活動期の判定の補助に用いられており、
疾患の活動性とよく相関し、CRPが上昇しない程度の炎症でも陽性になる。ただし、
腸管以外の炎症でも上昇するのに注意を要する。
便潜血
便潜血は腸管粘膜の傷害をよく反映するが、腸管のポリープ・癌、痔出血、上部消化管の出血などでも陽性となる。